# Draculas dotter
Draculas dotter är en amerikansk skräckfilm/vampyrfilm från 1936 i regi av Lambert Hillyer. Filmen producerades av bolaget Universal Pictures som gjort flera filmer i genren på 1930-talet och den var en uppföljare till Mysteriet Dracula från 1931.

## Rollista
- Otto Kruger - Jeffrey Garth
- Gloria Holden - Grevinnan Marya Zaleska, Draculas dotter
- Marguerite Churchill - Janet
- Edward Van Sloan - Von Helsing (sic!)
- Gilbert Emery - Sir Basil Humphrey
- Irving Pichel - Sandor
- Halliwell Hobbes - Hawkins
- Billy Bevan - Albert
- Nan Grey - Lili
- Hedda Hopper - Lady Esme Hammond
- E.E. Clive - Sgt. Wilkes